# Dismas Nsengiyaremye
Dismas Nsengiyaremye (* 1945) war Premierminister Ruandas und Mitglied der MDR. Er wurde am 2. April 1992 zum Premierminister Ruandas ernannt.
Nsengiyaremye setzte sich im Laufe seiner Amtszeit für einen Frieden mit der Rebellenbewegung Ruandische Patriotische Front (RPF) ein. Nachdem diese im Februar 1993 während einer Offensive Menschenrechtsverletzungen begangen hatte, soll er die RPF zunehmend als militanter betrachtet haben. Im März 1993 äußerte sich Nsengiyaremye auf einer Konferenz der Oberbefehlshaber von Streitkräften sowie Armee, an der auch Präsident Habyarimana teilnahm, dahingehend, dass er einer Waffenverteilung an Zivilisten zur zivilen Selbstverteidigung, offen gegenüber stehe, solange diese kontrolliert ablaufe. Er erklärte allerdings, er betrachte lediglich die RPF als Feind, der zu bekämpfen sei.
Aufgrund der zuvor in Kigali aufgekommenen Unruhen warf Nsengiyaremye Präsident Habyarimana Anfang Juli 1993 in einem öffentlichen Schreiben vor, den Friedensprozess mit der RPF absichtlich zu sabotieren. Nsengiyaremye verfolgte das Ziel, die RPF an einer neu gebildeten Regierung zu beteiligen. Am 18. Juli 1993 folgte ihm Agathe Uwilingiyimana im Amt des Premierministers nach. Die Furcht vor möglichen persönlichen Attentaten veranlasste Nsengiyaremye zur Ausreise nach Europa.